# ププサ
ププサ（西: Pupusa）あるいはププサワ（pupusawa）は、エルサルバドルとホンジュラスの郷土料理。トウモロコシ粉で作って鉄板で焼く厚いパンケーキまたはフラットブレッドのことを指す  。やはりトウモロコシ粉で作る料理のアレパ（ベネズエラやコロンビア）に似ており、米粉を使うこともある。エルサルバドルでは国民食と宣言され、特別の記念日を設ける。通常は具としてチーズ（ロロコの蕾入りのケスィージョなど）、チチャロン、瓜、豆を煮潰したペーストなどを単体または組み合わせて載せたり挟んだりする。付け合わせはクルティード（スパイスをかけたピリ辛のコールスロー）とトマトサルサをよく見かけ、またププサは手で食べるのが伝統的である。

## 名前の由来
同じものをナワト語でククムチン（kukumutzin）と呼ぶ。「膨らむ」を意味する動詞 pupusawa からププサと呼ぶようになったという説がある。

## 起源
エルサルバドルとホンジュラスはどちらも、ププサの発祥の地であると主張する。一方でエルサルバドルの考古学者ロベルト・オルドニェスはピピルの人々がププサを考えついたと説き、ピピル語でププサが「ふくらみ」を意味すること、ホヤ・デ・セレンの出土品に描かれたごく初期のププサ作りの材料と道具を論拠にする。他方でホンジュラスの語彙学者はピピル語がナワトル語に非常に近いことから、ホンジュラスのナワ族が作った料理を引き継いだのではないかと指摘する。ププサの起源は、域内の経済協定CAFTA-DR（Dominican Republic–Central_America_Free_Trade_Agreement）の交渉でも話題に上った。どちらの国もププサの輸出を独占したがっており、2日後、ホンジュラスの代表団はエルサルバドルに権利を譲った。

## 歴史

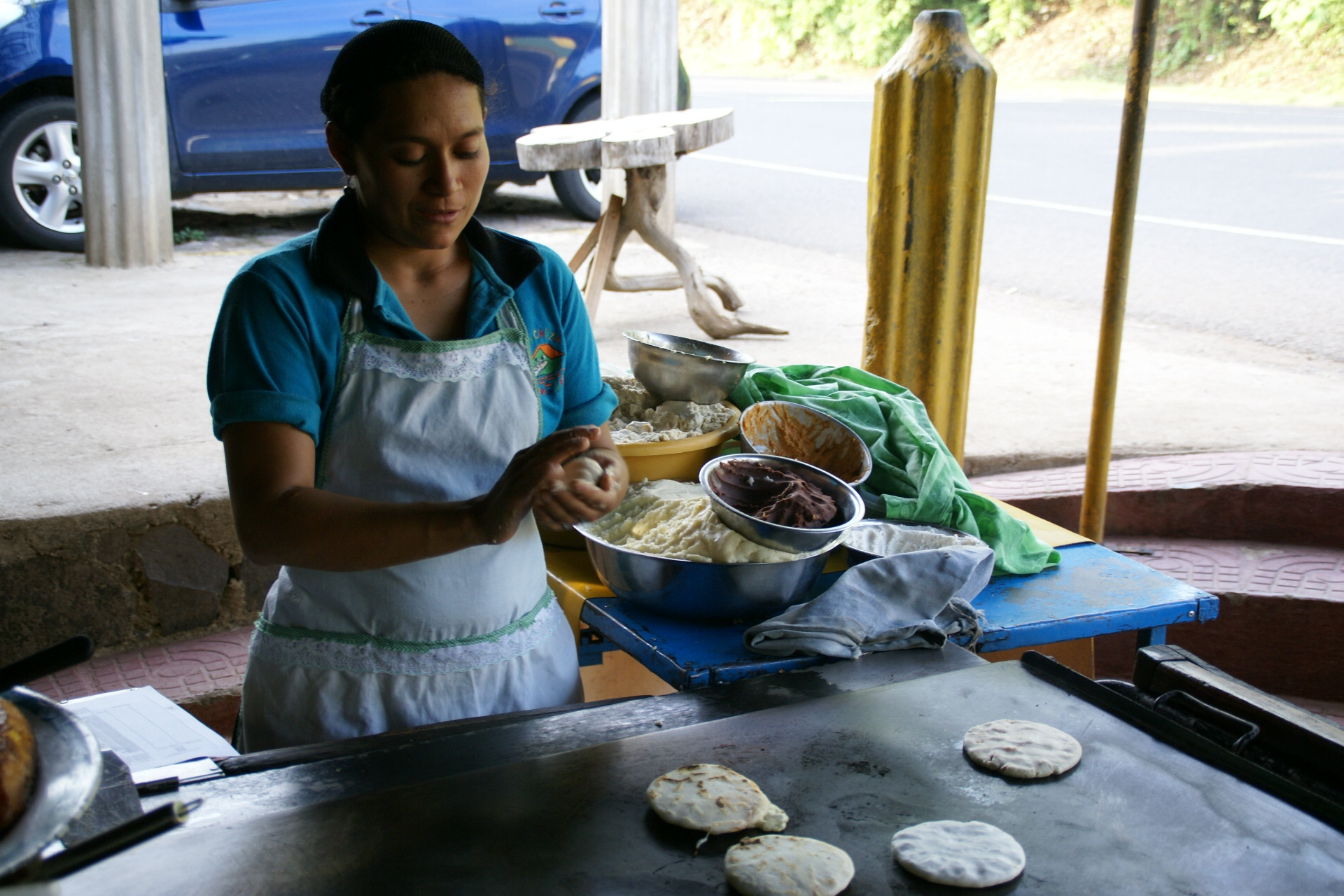
ププサを作る（エルサルバドル、ラスチナマス）

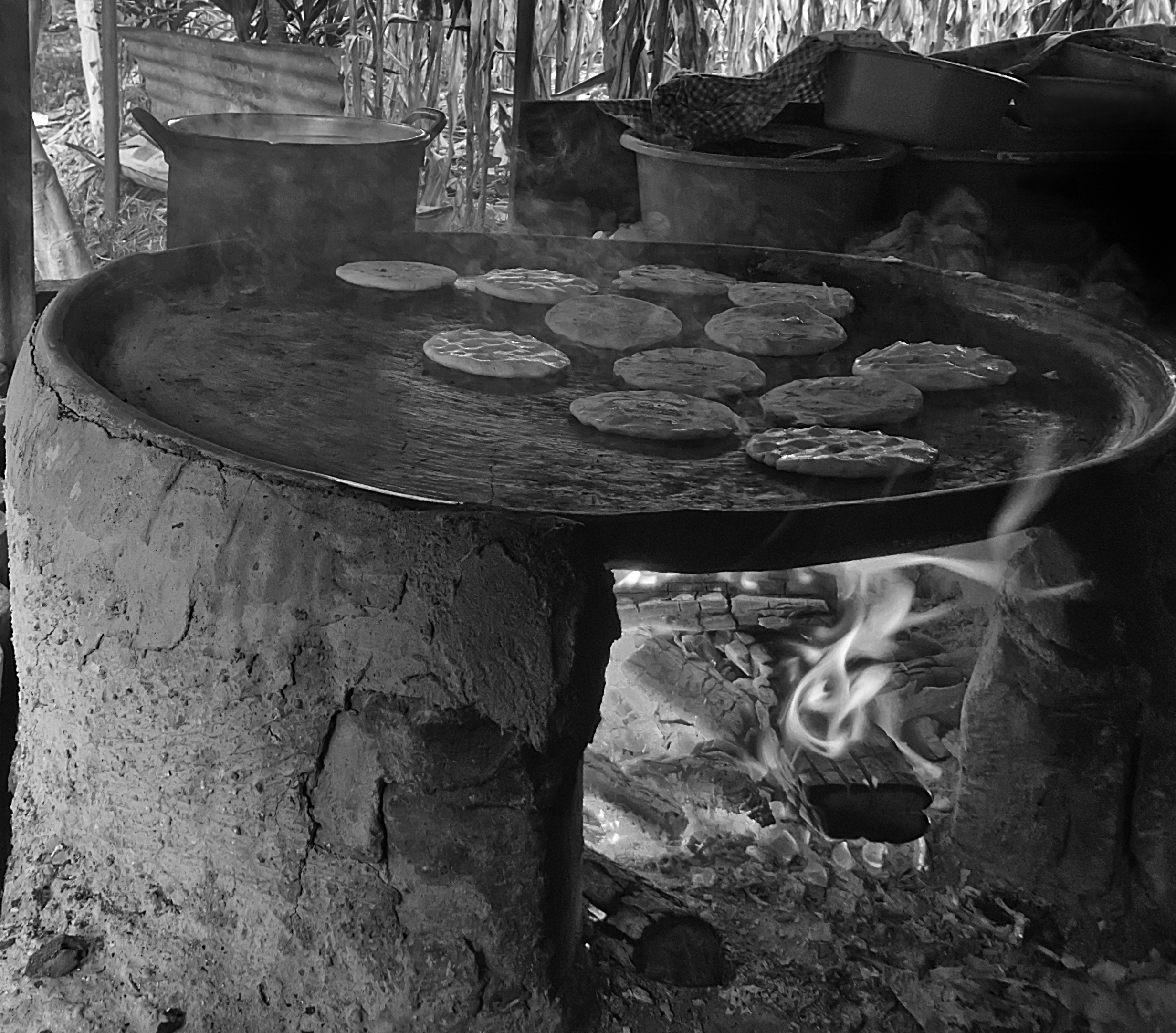
エルサルバドルの伝統的なププサの調理法。薪のかまどにかけた陶板（呼び名は「コマル」）で焼く。

ププサの起源に関わるピピル族の人々は、現在のエルサルバドル領に入る地域に住んでいた。郷里のホヤ・デ・セレンは火山の噴出物に埋もれ「エルサルバドルのポンペイ」と異名を取り、2000年近く前の遺構から調理中のププサと食材とともに調理器具も発掘された。共通する調理器具はエルサルバドルの他の遺跡でも見つかっている。
先コロンビア期のププサは肉を含まず、半月形をしていた。食材はカボチャの花やつぼみ、ハーブ類（チピリンやモーラなど）、キノコ類や塩を具にしてたっぷり詰めた。詰め物に肉が加わったことは、1570年にフランシスコ会の修道士ベルナルディーノ・デ・サハグンが書き留めた。
1940年代後半に至っても、エルサルバドル全土には普及しておらず、主に中部の都市部、たとえばケツァールテペケ (リベルタード州)ほか各地の都市部のみに限られていた。人口移動が顕著になる1960年代に、全国にププサの屋台が広まると、ホンジュラスとグアテマラなど近隣地域でも増えていく。時には形や大きさまたは中身が変化し、1970年代のグアテマラのププサは半月形であるが、チャラテナンゴ地域では半月形だと食べかけに見えるからと避けた。魚のププサは珍しく、あるいはレンパ川東岸では一般に、よその土地よりもはるかに大きなププサを供した。
エルサルバドル内戦のあった1980年代には海外移住が進み、渡航先は主にアメリカだったが、ププサは国外でも売るようになった。エルサルバドル系アメリカ人の移住に伴いププサの屋台も全米に広がり、やがてカナダとオーストラリアでも見かけるようになる。
エルサルバドルの立法議会は2005年4月、ププサを「エルサルバドルの国民食」と宣言し、11月の第2日曜日を「全国ププサの日」という記念日に制定した。当日、首都といくつかの大都市でププサ祭りが開かれており、2007年11月10日の記念日を祝って、首都公園で文化長官主催の世界最大のププサを作る行事を実施している。このときの直径は3.15 mで、食材としてマサ200ポンド (91 kg)、チーズ40ポンド (18 kg)、チチャロン40ポンド (18 kg)を使い、5000人前ができた。5年後には記録を更新し直径は4.25 m、さらに2015年11月8日には直径4.5 mとギネス世界記録を更新し、エルサルバドルのオロクイルタ（Olocuilta）で世界最大のププサが記載された。
2011年、『ガーディアン』紙はニューヨークの当年の屋台飯第1位にププサを指名した。
国内外で、ププサには伝統的にキャベツの加工品クルティードがつきものである。これはドイツ料理のザワークラウト、朝鮮料理のキムチに似て、辛さがマイルドでスパイスを効かせた漬物に似た副菜である。またトマトソースを添え、手づかみでたべるのが伝統である。

## 地域差
エルサルバドルのサンサルバドルの東、オロクイルタ（Olocuilta）で生まれたププサは「ププサ・デアローソ」と呼ばれ、伝わる先々で地域化していく。生地に米粉を混ぜ、ふつうは豚肉、チーズ、豆、ズッキーニなど野菜を詰める。アレグリアの地域版にはもうひとつ「ププサ・デ・バナーノ」があり、料理用バナナのプランテンバナナで作る。

### ラテンアメリカ
エルサルバドルに限らず、ププサは近隣の中南米諸国でも食べている。ホンジュラスでは地元のチーズで「ケスィージョ」に似たものを詰め物に用いる。コスタリカでは「エルサルバドル式ププサ」と「ププサ」の両方があり、後者は地域化している。地域のカーニバル（フィエスタ）の屋台の定番である。
よく似た料理の「ゴルディタ」はメキシコ料理で文字通り「脂肪が少し」含まれており、こちらはふつう一方の端を閉じないまま供する。ベネズエラ料理のアレパは、最初に生地を焼き、次に半分にスライスしてハンバーガーのように具を挟む。コロンビアは独自のレシピでアレパを作り、ベネズエラとは異なって焼いた皮に詰め物をする代わりに、あらかじめ皮の生地に具の材料を混ぜておく。

### アメリカ
一般にトウモロコシ粉を加工した市販のププサ粉（ブランドではMasecaなど）を使い、マサから手作りすることは少ない。一部の高級ププサ販売店では米粉版と小麦粉版をメニューに掲げ、ニューメキシコ州サンタフェの例はほうれん草、ペパロニ、チーズ、グリーンチリなど具材にバリエーションがある。
テックスメックス料理を食べさせるチェーン店のひとつタコ・カバーナ（テキサス州）でププサと称して提供する料理は、エルサルバドルの食品とは無関係である。

## ギャラリー

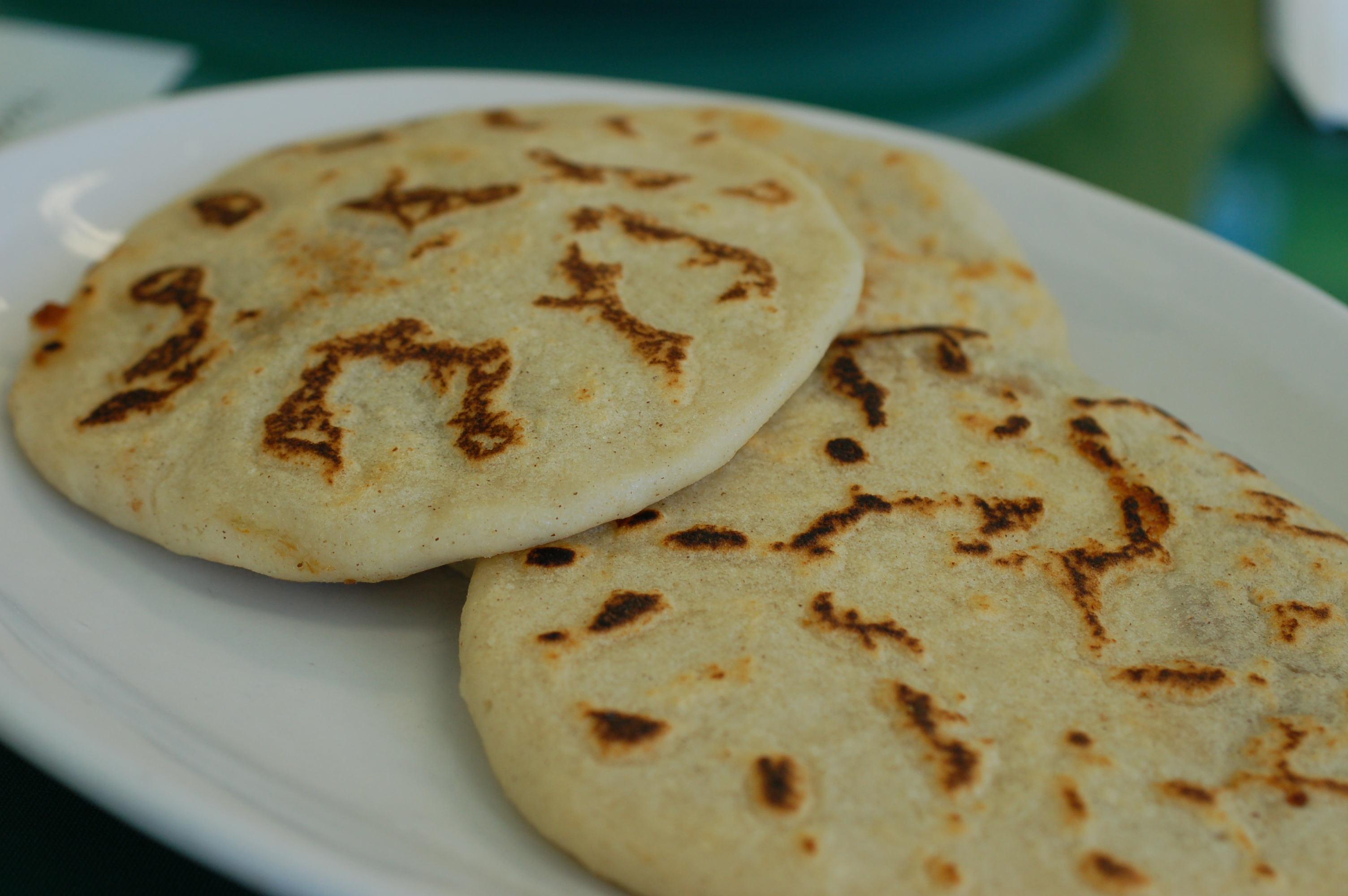
肉、豆、チーズ入りのププサ・リヴエルタスPupusas revueltas
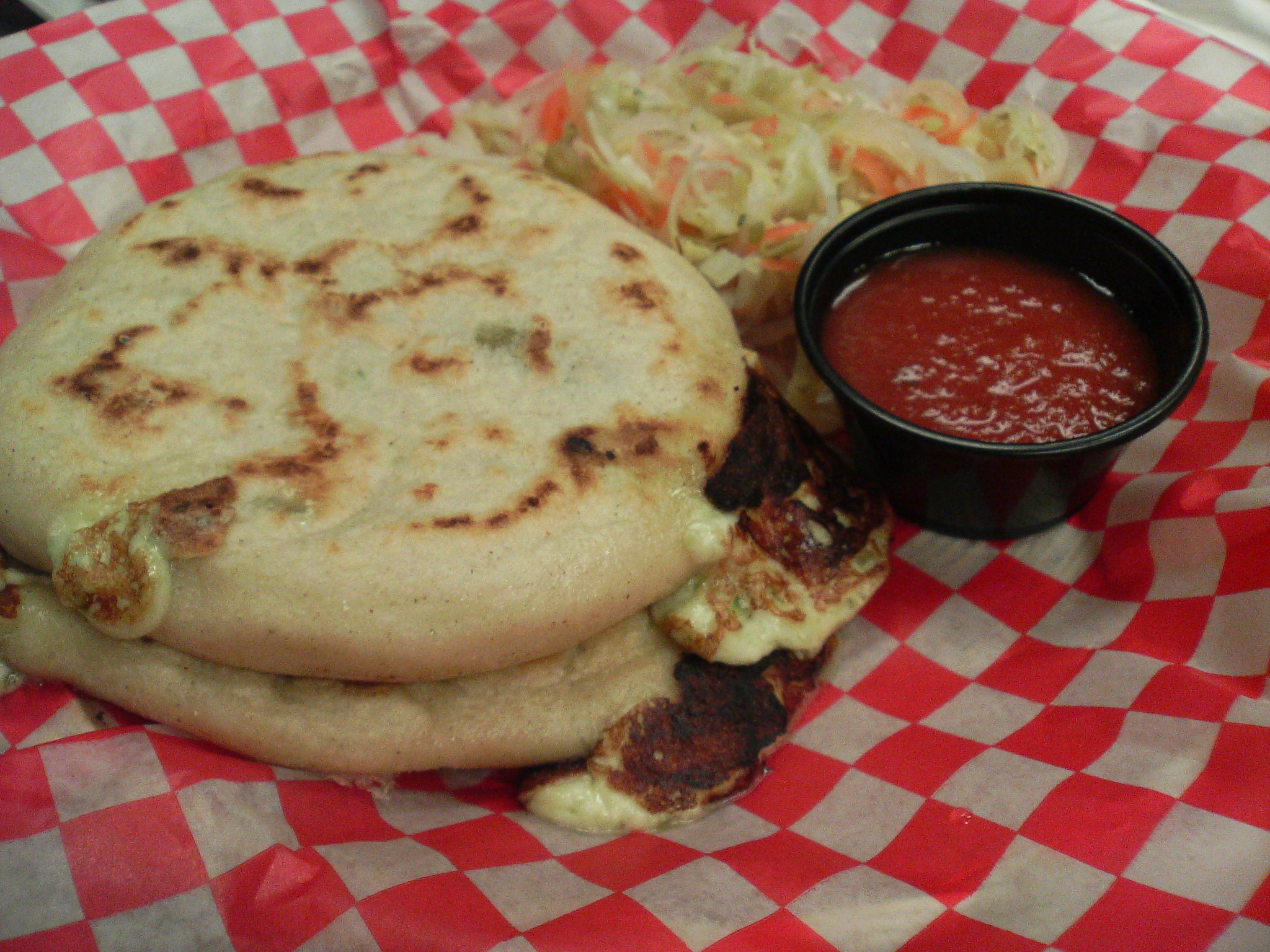
トマトソースを添える
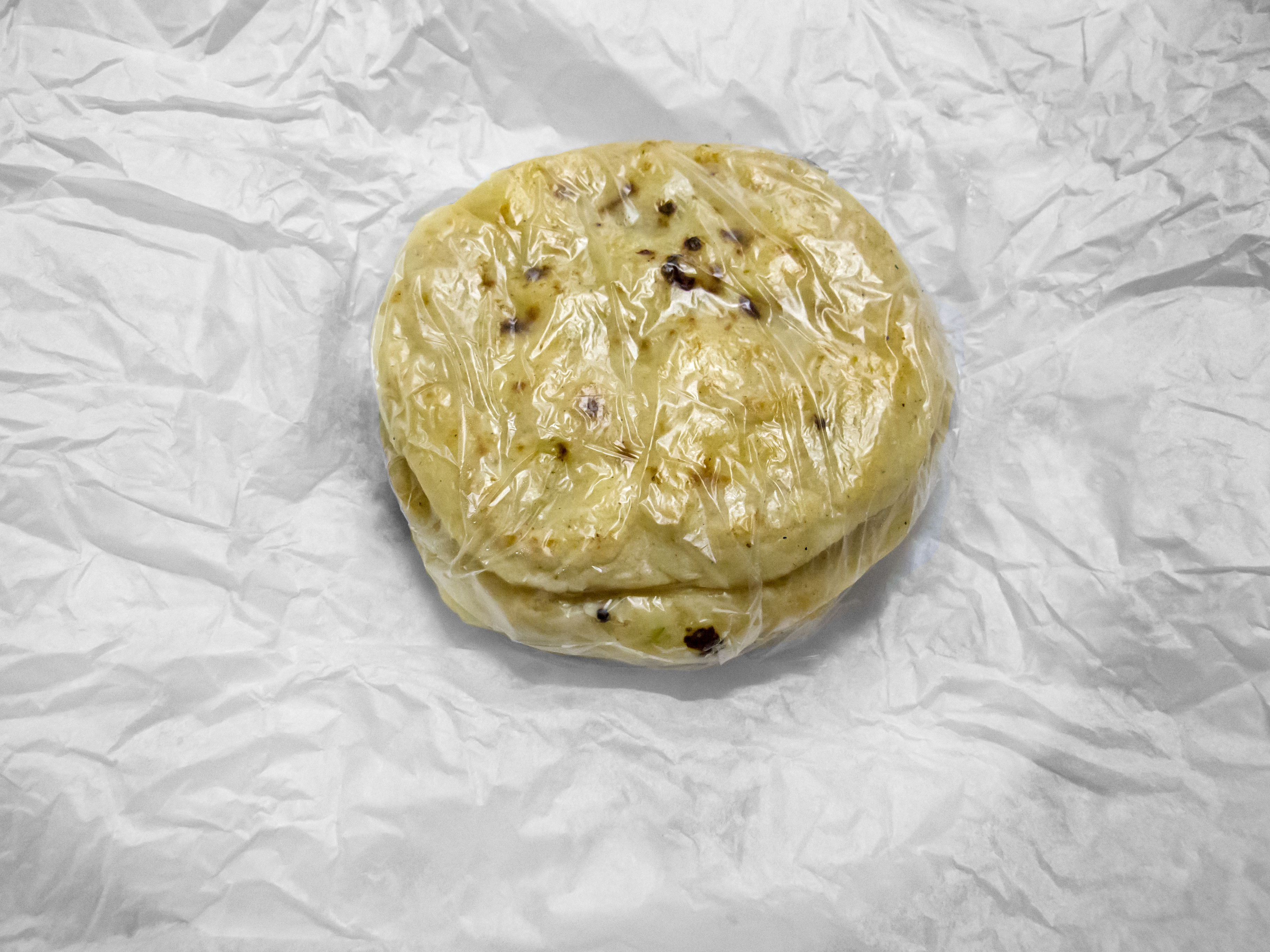
持ち帰り用にプラスチックラップで包んでから紙を巻く。この写真は紙を開きププサを示している。（エルサルバドル）
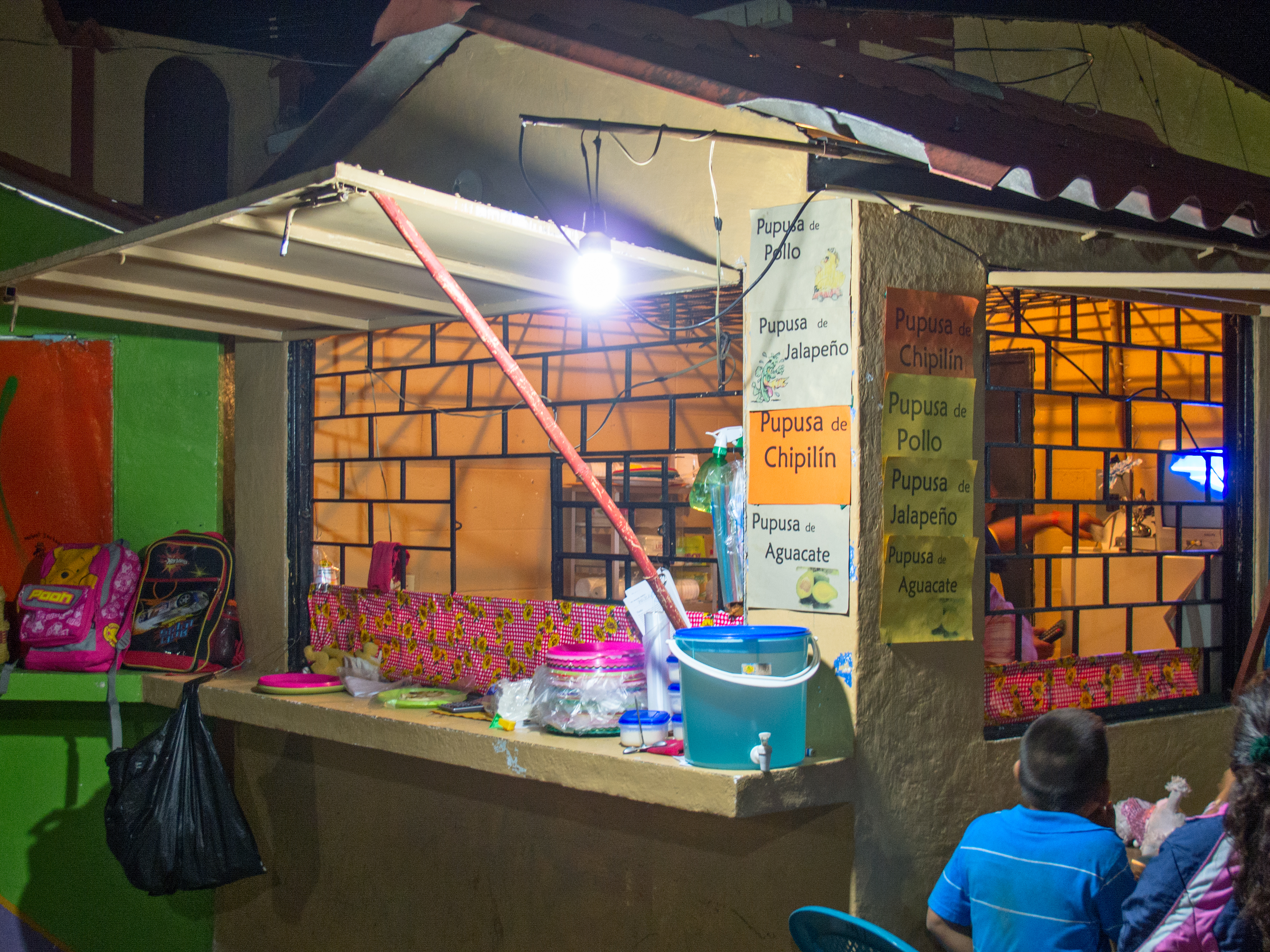
ププセリアと呼ばれるププサの屋台。壁に掲げたさまざまなメニューは、チキン、ハラペーニョ、チピリン、アボカドとある。（エルサルバドル、サンティアゴ・テクサクアンゴス）
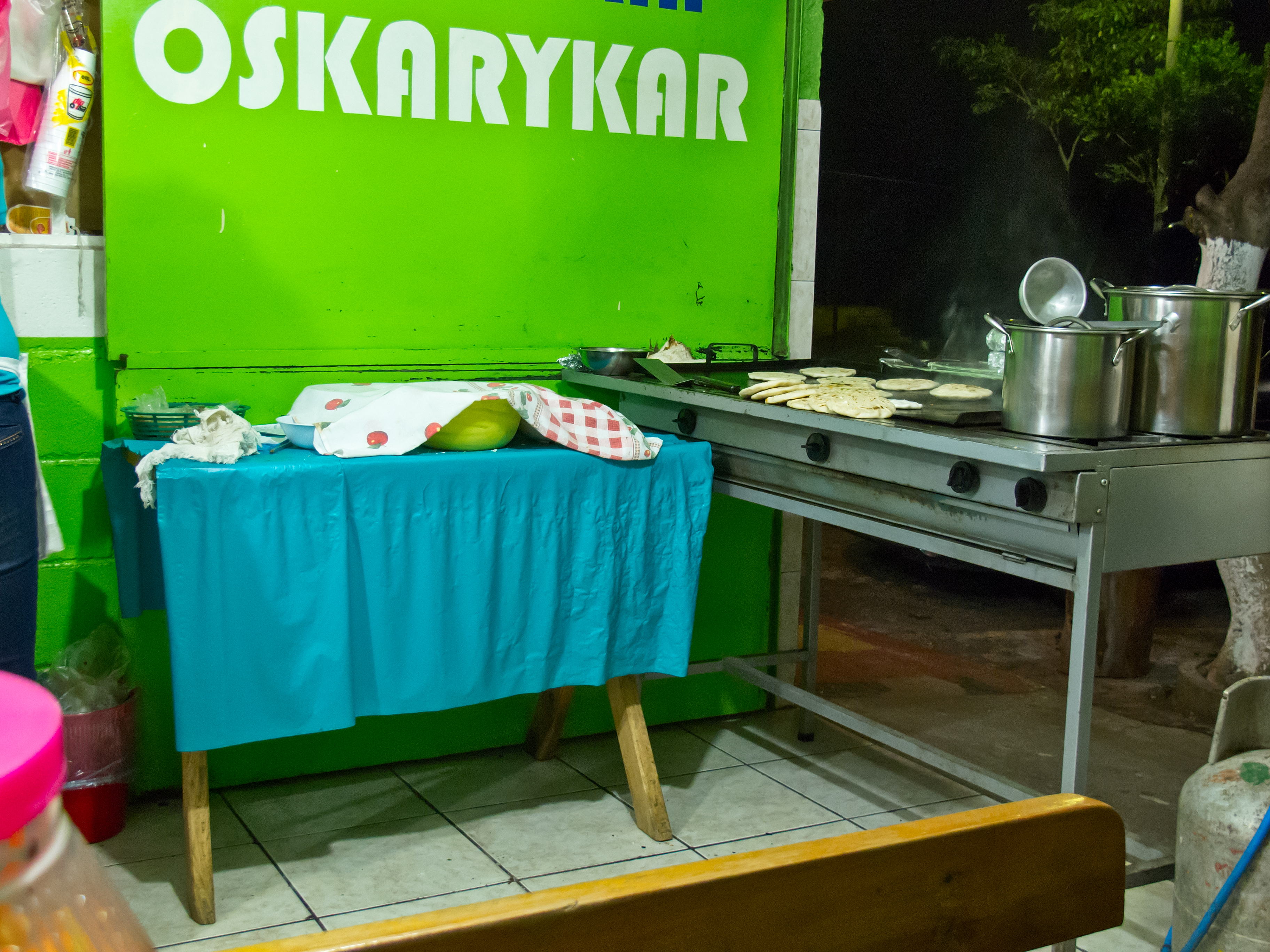
ププサ屋台（オロクイルタ）
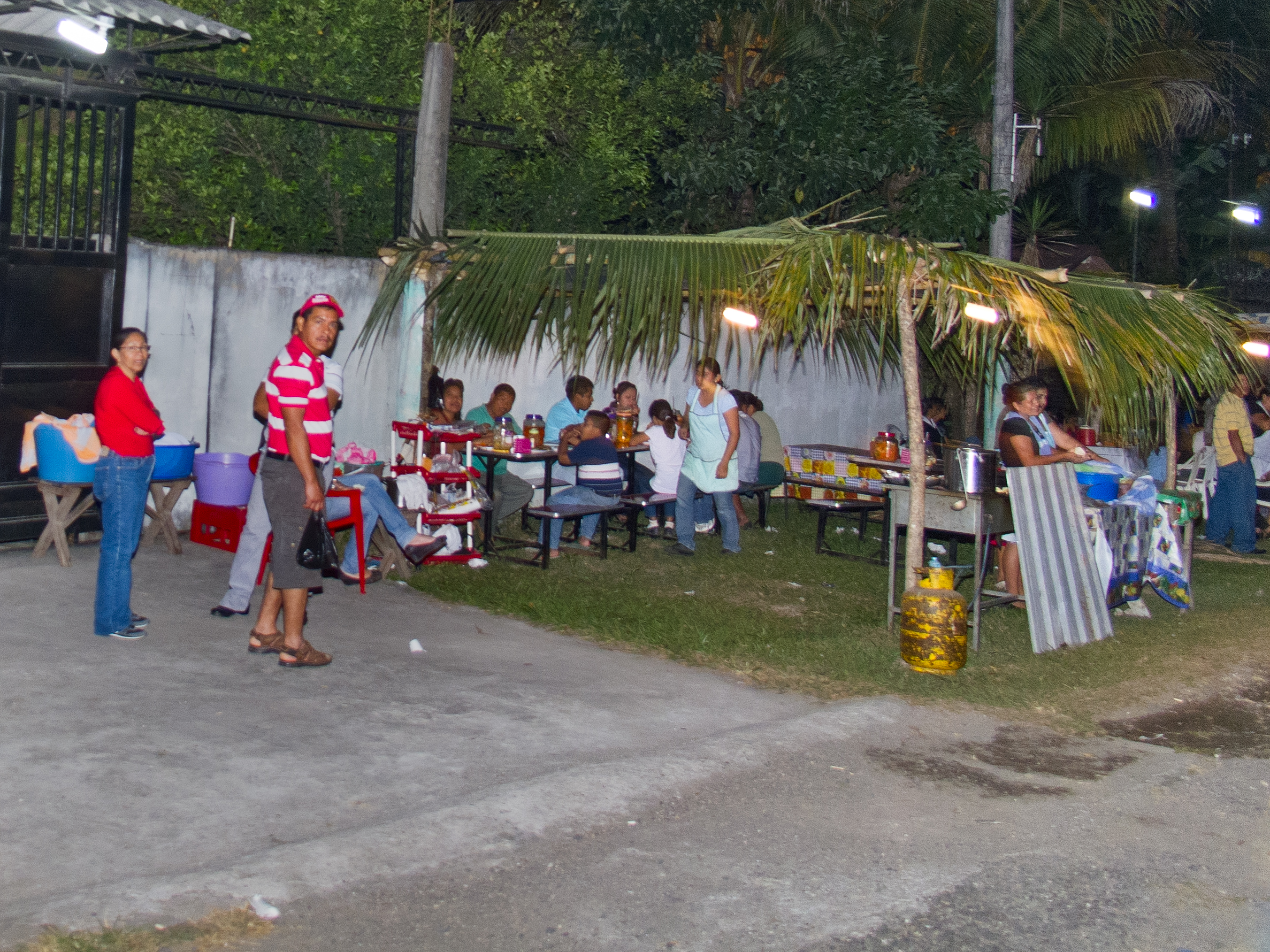
夜市に立つププサの屋台（エルサルバドル）

## 経済
市場単価は低いププサだが、エルサルバドル経済の重要な要素である。具入りに加え、食材として皮やその材料、具がそれぞれ輸出材として取引される。たとえば2005年にププサの詰め物としても使うロロコは、対アメリカだけでも60万4408アメリカドル相当を輸出した。冷凍ププサはアメリカならヒスパニック系および外国食品専門のスーパーマーケットの冷蔵部門に納品され、なかでもワシントンDCやニューヨーク州ロングアイランドなどエルサルバドル系移民がとくに集中した地域でなら、スーパーマーケットの店頭に並ぶ。
エルサルバドル経済においてププサの販売は重要な役割を果たし、同国経済省によると、2001年から2003年の同国のププセリアの販売高は2200万ドル、ロロコなど食材の輸出も経済の後押しに役立つ。2005年時点で、ププサ製造で生計を立てる人口は30万人、その大部分を女性が占めていた。

## 関連資料
- Carman, Tim.  "Perfect Pupusas Require a Mastery of Masa". The Washington Post, 2012.
- Lawson, Susan C. "Latin LESSONS". Indianapolis Monthly, vol. 25, no. 10, 2002, pp. 164.
- Nickles, Greg. "The Flavors of El Salvador". El Salvador: The People & Culture, 2002, pp. 28-29.
- Planet, L.; Staff, Lonely Planet Publications (2012). The World's Best Street Food: Where to Find It and How to Make It. Lonely Planet Publications. p. 137. ISBN 978-1-74321-664-4 2016年7月30日閲覧。
- Scherer, Jane. "Pupusas". Faces, vol. 15, no. 3, November 1998, p. 19.